# Hemierianthus descarpentriesi
Hemierianthus descarpentriesi är en insektsart som beskrevs av Marius Descamps 1967. Hemierianthus descarpentriesi ingår i släktet Hemierianthus och familjen Chorotypidae. Inga underarter finns listade i Catalogue of Life.